# Кристиансен, Вероника
Вероника Эгебаккен Кристиансен (норв. Veronica Egebakken Kristiansen, род. 10 июля 1990 года, Ставангер, Норвегия) — норвежская гандболистка, левый полусредний и разыгрывающий венгерского клуба «Дьёр» и сборной Норвегии, чемпионка мира 2015 и 2021 годов, трёхкратная чемпионка Европы (2014, 2016, 2020), бронзовый призёр летних Олимпийских игр 2016 года.

## Биография

### Клубная карьера
Вероника Кристиансен выступала в начале карьеры за норвежский «Мьёндален» и датский «Рейстад». Следующим её клубом в карьере стал «Вог Вайперс» из Кристиансанна, за который она дебютировала в сезоне 2009/2010 в Норвежской Постенлиге. В 2011 году она перешла в команду Второй норвежской лиги «Глассверкет», за время выступления забила 203 гола и вывела клуб в Постенлигу. В сезоне 2013/2014 она заняла 2-е место в рейтинге бомбардиров со 140 мячами. Летом 2015 года Кристиансен ушла в датский «Мидтьюланн» из Первой лиги, с которым выиграла Кубок Дании в том же году.

### В сборной
Вероника Кристиансен провела 14 игр за сборную Норвегии до 18 лет, 30 игр за сборную Норвегии до 20 лет и выиграла в 2010 году чемпионат мира среди команд до 20 лет. 20 марта 2013 года Вероника сыграла первый матч за сборную Норвегии против Дании. С командой она играла на чемпионате мира 2013 года (шесть голов в семи матчах), но Норвегия проиграла там в четвертьфинале. В 2014 году Вероника выиграла чемпионат Европы 2014, в 2015 году — чемпионат мира, а в 2016 году стала бронзовым призёром Олимпийских игр.

### Личная жизнь
У Вероники есть сёстры Шарлотта и Жанетт, отец Беннинг Кристиансен, которые также выступают в чемпионате Норвегии по гандболу.